# Плавающая процентная ставка
Плавающая процентная ставка (англ. Floating interest rate) — процентная ставка по любому типу долгового инструмента, такого как кредит, облигация, ипотека или кредит, не имеющему фиксированной процентной ставки в течение всего его срока. Такая ставка периодически пересматривается через определённые промежутки времени и зависит от ситуации на кредитном рынке.
Плавающие процентные ставки обычно изменяются в зависимости от индикативной ставки (эталона любого финансового фактора, такого как индекс потребительских цен). Одной из наиболее распространённых индикативных ставок, используемых в качестве ориентира для применения плавающих процентных ставок, является Лондонская межбанковская ставка предложения или LIBOR (ставки, по которым крупные банки предоставляют друг другу кредиты). В России плавающая процентная ставка зачастую привязывается к индикативной ставке MosPrime (Moscow Prime Offered Rate). К индикативной ставке банки могут добавлять свой фиксированный процент. Например, если ставка MosPrime равна 8 %, а фиксированная ставка банка — 2 %, то ставка по кредиту составит 10 % (8 %+2 %).
Как правило, кредиты с плавающей ставкой будут стоить дешевле, чем кредиты с фиксированной ставкой, что частично зависит от кривой доходности. В обмен на более низкую ставку по кредиту заёмщик берет на себя процентный риск: риск того, что ставки будут расти в будущем. В случаях, когда кривая доходности инвертирована, стоимость заимствования по плавающим ставкам может фактически быть выше, однако в большинстве случаев кредиторам требуются более высокие ставки для долгосрочных кредитов с фиксированной ставкой, поскольку они несут риск изменения процентных ставок (риск того, что ставка возрастет, и они получат более низкий процентный доход, чем в противном случае имели бы).
Кредиты с плавающей ставкой преимущественно выдаются юридическим лицам. Исключение составляет ипотека, по которой ряд банков выдаёт кредиты с плавающей ставкой. Некоторые типы кредитов с плавающей ставкой, в частности ипотека, могут иметь другие особенности, такие как ограничение процентных ставок или ограничение максимальной допустимой процентной ставки или максимального изменения процентной ставки.

## Стоимость и процентный риск инструментов с плавающей ставкой

### "Классический" безрисковый форвард-лукинг инструмент
В данном случае по безрисковому инструменту ("ноге" инструмента) предполагаются денежные потоки, рассчитываемые на каждый процентный период по безрисковой ставке, срочность которой совпадает с этим периодом и значение которой фиксируется в начале этого периода (форвард-лукинг). Предполагается отсутствие каких-либо сдвигов временных периодов ставки и процентного периода. Например, денежные потоки классической безрисковой облигации с плавающей ставкой (FRN - Floating Rate Note ) состоят из купонных платежей по плавающей ставке и погашения номинала в конце срока погашения. Общая формула стоимости такого денежного потока (номинал принимается равной единице для упрощения):
{\displaystyle V_{t}=P(t,T_{1})I_{1}^{fixed}+\sum _{i=2}^{n}P(t,T_{i})\mathbb {E} _{t}^{\mathbb {Q} ^{T_{i}}}(r_{i})\tau _{i}+P(t,T_{n})}
где {\displaystyle I_{1}^{fixed}} - зафиксированный купон текущего купонного периода (в долях от номинала); 
{\displaystyle \tau _{i}} - периоды начисления купонов.
{\displaystyle F_{t}(T_{i-1},T_{i})=\mathbb {E} _{t}^{\mathbb {Q} ^{T_{i}}}(r_{i})} - форвардная процентная ставка i-го купонного периода (математическое ожидание будущей ставки в соответствующей форвардной мере).
{\displaystyle P(t,T_{i})} - дисконт-факторы (текущие цены дисконтных облигаций с единичным номиналом).
В классическом случае предполагается что ставка начисления и кривая дисконтирования представляют одну и ту же безрисковую кривую доходности. При таких предположениях форвардная ставка определяется следующей безарбитражной формулой из кривой доходности:
{\displaystyle F_{t}(T_{i-1},T_{i})={\frac {1}{\tau _{i}}}\left({\frac {P(t,T_{i-1})}{P(t,T_{i})}}-1\right)}
Тогда стоимость облигации с плавающей ставкой будет равна:
{\displaystyle V_{t}=P(t,T_{1})I_{1}^{fixed}+\sum _{i=2}^{n}P(t,T_{i}){\frac {1}{\tau _{i}}}\left({\frac {P(t,T_{i-1})}{P(t,T_{i})}}-1\right)\tau _{i}+P(t,T_{n})=}
{\displaystyle =P(t,T_{1})I_{1}^{fixed}+\sum _{i=2}^{n}\left(P(t,T_{i-1})-P(t,T_{i})\right)+P(t,T_{n})=}
{\displaystyle =P(t,T_{1})I_{1}^{fixed}+P(t,T_{1})-P(t,T_{n})+P(t,T_{n})=P(t,T_{1})(1+I_{1}^{fixed})}
таким образом стоиомость облигации с плавающей ставкой любого срока погашения совпадает со стоимостью облигации с фиксированной ставкой сроком погашения, равным сроку до ближайшего платежа по купону (точнее это дата очередного пересмотра процентной ставки). Соответственно, и процентный риск (риск изменения стоимости при изменении кривой доходности) таких облигаций совпадает, следовательно для оценки процентного риска плавающей облигации необходимо отнести номинал и ближайший зафиксированный купон на срок до этого ближайшего платежа по купону (фактически до даты пересмотра процентной ставки).
Важно подчеркнуть, что такая простая формула и простой принцип оценки процентного риска по инструментам с плавающей ставкой является точным при выполнении всех вышеуказанных допущений (безрисковость контрагента и процентной ставки по договору, совпадение периодов начисления и самой плавающей ставки, отсутствие спреда к плавающей ставке). Нарушение этих условий приводит к изменениям формул.

### Безрисковый бэкворд-лукинг инструмент
В данном случае предполагается, что величина процентного платежа определяется в конце процентного периода путем сложного (не арифметического) накопления безрисковой овернайт-ставки. Как и ранее предполагается отсутствие сдвигов периодов. Аналогично вышеописанному методу можно показать, что такая облигация эквивалентна облигации с фиксированным купоном но сроком до даты очередного пересмотра овернайт-ставки. Разница лишь в том, что номинал увеличивается не на весь процентный период (как в случае форвард-лукинг облигации), а только в части прошедших фиксингов овернайт-ставки. 
В случае арифметического начисления накопления процентов, во-первых, зафиксированные проценты относятся на срок до их платежа (а не до даты овернайт), во-вторых, арифметическое накопление приводит к усложнению определения вышеуказанного срока. В наиболее простом варианте необходимо некоторую (небольшую) долю от номинала относить на срок погашения, а не на срок до пересмотра ставки. Также в случае арифметического начисления вообще говоря возникает convexity adjustment, оценка которого обычно зависит от модели динамики процентной ставки. 

### Влияние временных сдвигов и других факторов
Сдвиги периодов определения ставки и периодов ее начисления, порождают неточности вышеуказанных подходов. Наиболее простой подход, как можно показать, - увеличение эквивалентного срока отнесения номинала, описанного выше, на величину этих временных сдвигов. Например, если период накопления овернайт-ставки сдвинут на 7 дней (в прошлое), то для целей оценки процентного риска необходимо срок определять как овернайт+7 дней.
Если имеется фиксированный спред к плавающим ставкам инструмента, то платеж начисленный по "ставке" спреда относятся к сроку соответствующего платежа.
Наличие кредитного риска по инструменту требует дисконтирования по кривой с учетом этого риска. Поэтому по таким инструментам появляется дополнительный риск связанный с колебаниями кредитного спреда (специальный процентный риск) - чувствительность к ним даже по плавающему инструменту уже ближе к инструменту с фиксированными платежами (в размере оценок по форвардным ставкам), то есть зависят уже больше не от даты пересмотра ставки, а от срока погашения.